# 가르칼네시

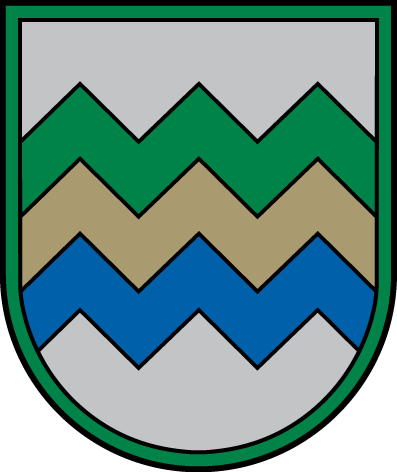
시 문장

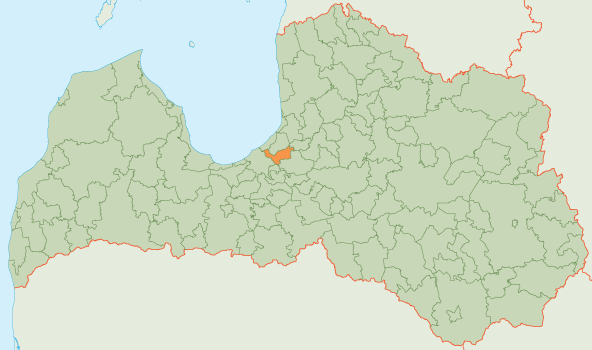
가르칼네 시의 위치

가르칼네시(라트비아어: Garkalnes novads)는 라트비아의 지방 자치체로 행정 중심지는 베르지이며 면적은 150.5km2, 인구는 6,722명(2009년 기준), 인구 밀도는 45명/km2이다. 행정 중심지인 베르지는 관할 구역 밖에 있다.